# Eusebio Rodríguez y Castro
Eusebio Rodríguez y Castro, político costarricense, Presidente de la Junta Superior Gubernativa de Costa Rica de enero a febrero de 1824.

## Datos personales
Eusebio Rodríguez y Castro nació en San José, Costa Rica, en 1778. Fue hijo de Manuel Cayetano Rodríguez y Astúa y María Luz Castro González. Casó en San José el 30 de julio de 1803 con Feliciana Mora Fernández (1781-1855), hermana de los jefes de Estado Juan Mora Fernández y Joaquín Mora Fernández.

## Actividades privadas
Se dedicó a actividades agropecuarias y mineras. También tuvo gran habilidad para la arquitectura. Diseñó el cuartel principal y la iglesia parroquial de San José, erigida en catedral en 1851.

## Cargos públicos
Fue miembro del Congreso Provincial Constituyente de 1823 y Vocal de la Junta Superior Gubernativa de Costa Rica de 1823 a 1824. Durante varios meses fue su Vicepresidente y ejerció la presidencia en sustitución del Presidente Manuel Alvarado e Hidalgo. El 8 de enero de 1824 fue elegido presidente de la Junta, cargo que ejerció hasta el 12 de febrero siguiente. De febrero a septiembre de 1824 fue nuevamente Vicepresidente de la Junta.
De 1825 a 1827 fue miembro del Consejo Representativo del Estado.

## Fallecimiento
Murió en San José, Costa Rica, el 13 de diciembre de 1858.
Su nieto José Rodríguez Zeledón fue Presidente de la República de 1890 a 1894 y Presidente de la Corte Suprema de Justicia de Costa Rica de 1888 a 1889 y de 1898 a 1902.